# Петропілля (Лозівський район)
Петропі́лля — село в Україні, у Лозівській міській громаді Лозівського району Харківської області. Населення становить 286 осіб. До 2020 орган місцевого самоврядування — Орільська селищна рада.

## Географія
Село Петропілля знаходиться на відстані 3,5 км від сіл Поди, Копані, Степове і Захарівське. За 3 км розташована залізнична станція Платформа 159 км. По селу протікають кілька пересихаючих струмків з загатами. Від районного центра 21 км., а селищної ради 9 км..

## Історія
1903 — дата заснування.
12 червня 2020 року, відповідно до Розпорядження Кабінету Міністрів України  № 725-р «Про визначення адміністративних центрів та затвердження територій територіальних громад Харківської області», увійшло до складу Лозівської міської громади.
17 липня 2020 року, в результаті адміністративно-територіальної реформи та ліквідації колишнього Лозівського району (1923—2020), увійшло до складу новоутвореного Лозівського району Харківської області.

## Економіка
- «Обрії», приватна агрофірма. Дата заснування 2000р.

## Об'єкти соціальної сфери
- Школа.
- Бібліотека
- Фельдшерсько-акушерський пункт
- Гіпермаркет Шанс